# Berry Hoedemakers
Berry Hoedemakers (Schijndel, 6 januari 1974) is een Nederlands voormalig wielrenner die tussen 1999 en 2001 als professional actief was.

## Belangrijkste resultaten
1998
- 3e in 3e etappe Ronde van Nedersaksen
- 2e in 3e etappe Olympia's Tour
- 2e in 7e etappe Olympia's Tour
- 3e in Ronde van Drenthe

1999
- GP Paul Borremans
- 3e in Druivenkoers

2000
- Eurode omloop
- 2e in Ronde van Limburg
- 2e in Ronde van Drenthe

2001
- Stadsprijs Geraardsbergen

2002
- Omloop van de Alblasserwaard

## Resultaten in voornaamste wedstrijden
| Jaar | Gent-Wevelgem |
| ---- | ------------- |
| 1999 | 54e           |